# 山﨑ワイナリー
有限会社山﨑ワイナリー（やまざきワイナリー、英: YAMAZAKI WINERY）は、北海道三笠市達布にあるワイナリーである。

## 概要
1953年（昭和28年）、三笠市で4代続く農家に生まれた山﨑和幸は、酪農学園大学短期大学部を卒業、現在地で主に米と麦を生産する農業に従事していた。和幸は45歳の1998年（平成10年）、農業の傍ら葡萄栽培を始める。葡萄栽培を始めたのは、農産物の高付加価値化、農家の自立を意識した結果としてワイナリー事業を目指すためであった。その4年後、2002年（平成14年）、家族だけによる「有限会社 山﨑ワイナリー」を設立した
。同時に同年、果実酒の酒類製造免許を取得した。山﨑ワイナリーは、代表・山﨑和幸、妻の國子、東京農業大学応用生物醸造科卒業の長男・亮一、長女・あかり、次男・太地の家族5人による家族経営である。
2003年（平成15年）、自家栽培の葡萄だけにこだわったワインを目指し販売を開始。地域の自然を大切にし、新しい農業文化を形にするべく、少量でも質の高いワイン造りを目指している。葡萄畑には除草剤・化学肥料は使用せず、試験栽培も含め10品種程度を栽培し、葡萄畑にクラシック音楽を流すなど、葡萄へのストレスを軽減させる試みも行っている
。また新しいスタイルの農業の実践として、若い世代にも農業に興味を持ってもらえるようにアウトドアウェアブランドの「パタゴニア」と業務提携も行っている。

## 沿革
- 1998年（平成10年） - 農業の傍ら葡萄栽培を開始
- 2002年（平成14年）
  - 果実酒の酒類製造免許取得
  - 家族経営で「有限会社 山﨑ワイナリー」を設立
- 2003年（平成15年） - ワインの販売を開始[1][3]

## 店舗情報
- 所在地 - 北海道三笠市達布791-22
- 代表者 - 山﨑和幸
- 営業日 - 日・土曜日、祝日
- 営業時間 - 午前10時-午後6時
- 年間生産量 - 約3万本[3]
- ぶどう畑 - 自社畑6.5ヘクタール、契約栽培畑5.5ヘクタール[1][4][3]

## 受賞歴
「日本ワイナリーアワード（Japan Winery Award）」
- 「第2回 日本ワイナリーアワード 2019」 - 五つ星獲得[6]
- 「第3回 日本ワイナリーアワード 2020」 - 五つ星獲得[7]
- 「第4回 日本ワイナリーアワード 2021」 - 五つ星獲得[8]
- 「第5回 日本ワイナリーアワード 2022」 - 五つ星獲得[9]
- 「第6回 日本ワイナリーアワード 2023」 - 五つ星獲得[10]

## 交通アクセス
- 鉄道 - JR北海道函館本線 - 峰延駅よりタクシー利用約10分
- 乗用車 - 道央自動車道 - 三笠インターチェンジより約5分[11]